# Kapellenwagen

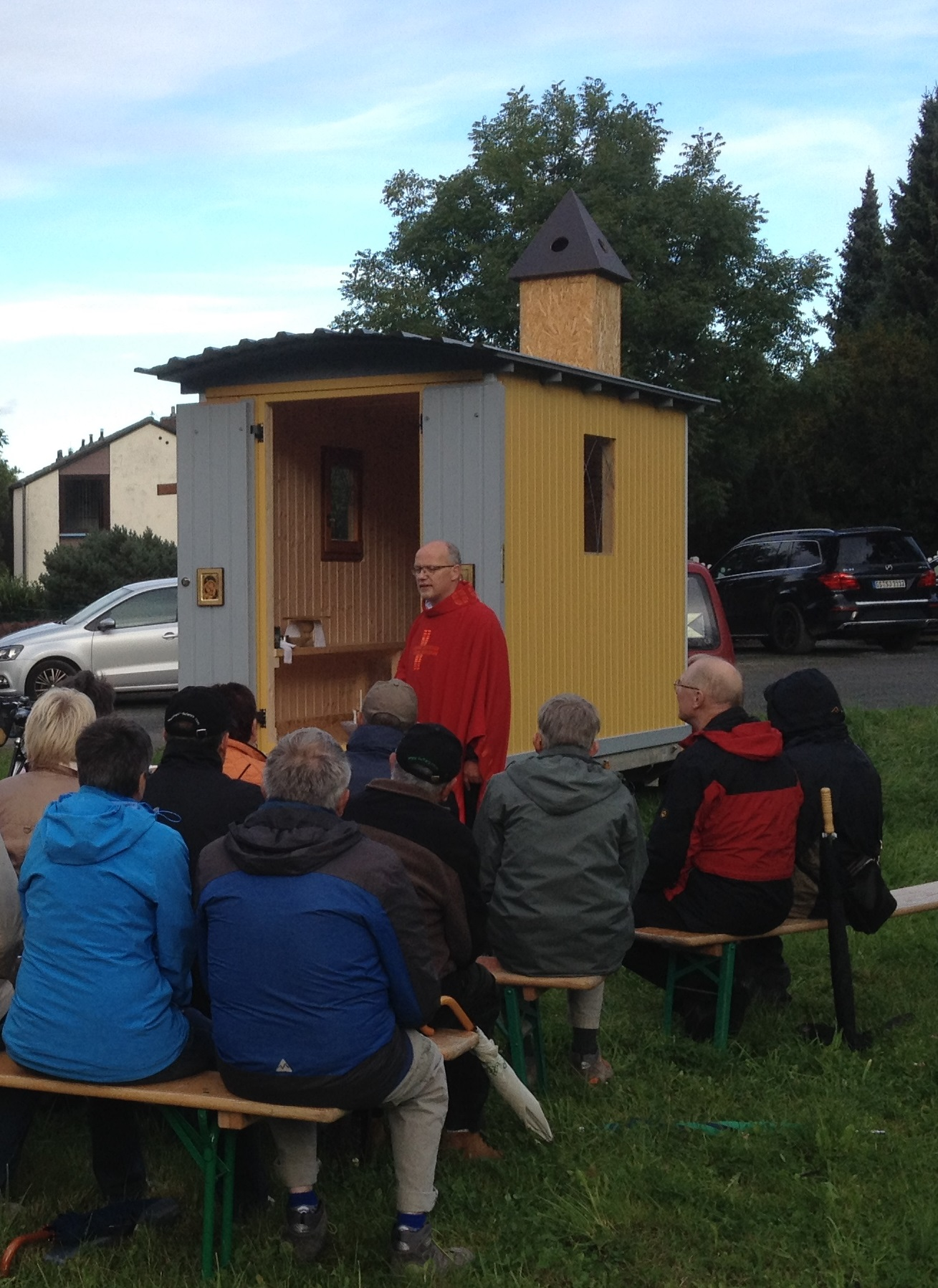
Heilige Messe am Kapellenwagen Heilig Kreuz, Bad Harzburg, Pfarrer Dirk Jenssen (2017)

Kapellenwagen sind Kraftfahrzeuge oder Anhänger, die zum Zwecke der Seelsorge zu mobilen Kapellen umgebaut wurden.
Vorwiegend waren es Kapellenwagen der katholischen Ostpriesterhilfe (heute Kirche in Not). Sie kamen in Ortschaften zum Einsatz, in denen sich in Folge des Zweiten Weltkriegs katholische Flüchtlinge und Heimatvertriebene niedergelassen hatten, sich jedoch kein katholisches Gotteshaus befand.

## Geschichte
1949 schrieb Werenfried van Straaten, der Gründer der Ostpriesterhilfe, mit Blick auf die Not der verstreut lebenden Flüchtlinge und Heimatvertriebenen in einem Zeitungsartikel: "Lastwagen müssen wir mit Priestern bemannen...". 1950 begann dann das Hilfswerk Ostpriesterhilfe versuchsweise mit dem Einsatz von zwei zu Kapellenwagen umgebauten Omnibussen. Der Versuch war erfolgreich, so dass weitere Kapellenwagen zum Einsatz kamen. Sie waren aus den Niederlanden oder aus Belgien gespendet worden. Es handelte sich dabei überwiegend um Sattelzüge mit Zugmaschinen der holländischen Eisenbahngesellschaft von Crossley Motors, aber auch umgebaute Opel Blitz oder Omnibusse wurden eingesetzt. Sie wurden jeweils mit einem Fahrer und zwei Priestern besetzt. Bei Gottesdiensten saßen die Teilnehmer im Freien und hatten durch die geöffneten Türen des Kapellenwagens einen Blick auf den eingebauten Altar. In den Kapellenwagen befand sich auch ein Beichtstuhl sowie Übernachtungsmöglichkeiten für die mitreisenden Personen. In der ersten Zeit wurden auch Hilfsgüter zur Verteilung an die notleidenden Gläubigen mitgeführt. Den Höhepunkt hatte diese Kapellenwagenmission 1954/55 mit 35 Fahrzeugen. 1970 endete die mobile Nutzung von Kapellenwagen seitens der Ostpriesterhilfe. Einige Kapellenwagen wurden nach ihrer mobilen Nutzung auch stationär aufgestellt und dienten einer örtlichen Kirchengemeinde bis zur Errichtung einer massiv gebauten Kirche für Gottesdienste.
Der letzte noch existierende Kapellenwagen, ein Sattelzug mit einer aus den 1960er Jahren stammenden MAN-Zugmaschine (Ponton-Kurzhauber) und einem aus einem ehemaligen Eisenbahnwaggon hergestellten Sattelauflieger, wurde 2007 vom Hilfswerk Kirche in Not der Stiftung Zentrum gegen Vertreibungen übereignet. 2015 wurde er der Stiftung Flucht, Vertreibung, Versöhnung überlassen. Er soll künftig im geplanten „Ausstellungs-, Dokumentations- und Informationszentrum zu Flucht und Vertreibung“ in Berlin-Kreuzberg ausgestellt werden.

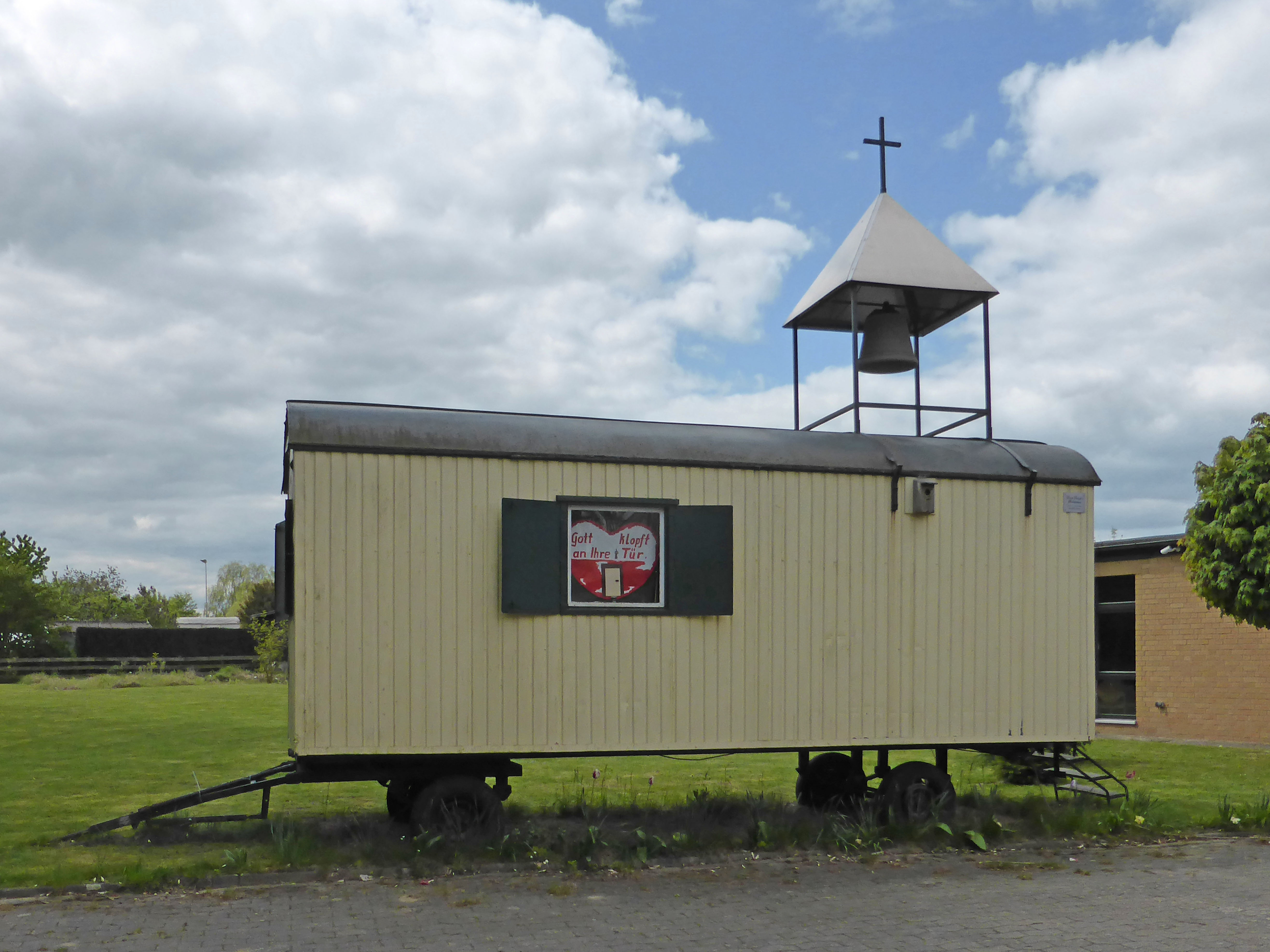
Kapellenwagen in Altendorf (2019)